# Порови
Поровите (Mustelidae) са голямо семейство Хищници с дребни до средни размери и разнообразен начин на живот. Относително примитивни във филогенетично отношение, тяхната таксономична класификация започна да се изяснява в светлината на последните генетични изследвания. Освен с най-голямо видово разнообразие, Поровите се славят и като едни от най-древните хищни бозайници на Земята. Подобни хищници се появяват за първи път преди около 40 милиона години, приблизително с появата на първите гризачи. Преките предшественици на съвременните Порови се появяват преди около 15 млн. години.

## Обща характеристика
При цялото разнообразие на форми и размери, анатомично устройство и начин на живот, Поровите все пак притежават някои общи черти, отличаващи ги от останалите Хищници. Като цяло са дребни животни с издължено, гъвкаво тяло, къси крака и дълга опашка, плоска глава с малки очи и малки, закръглени уши. Козината им обикновено е гъста и мека и се цени много високо в кожухарската промишленост. Окраската на повечето видове е еднотипна, без шарки от тъмни петна или ивици.
Всички Порови, с изключение на морската видра, притежават анални жлези, отделящи миризлив секрет, с който маркират територията си или привличат партньори.
Повечето Порови живеят самостоятелно в рамките на своята територия, която маркират по различен начин, най-вече със секрета от аналните си жлези. Активни са предимно нощем и през цялата година (не спят зимен сън, макар и някои да понижават своята активност през зимата). Макар и типични хищници, някои видове разнообразяват диетата си с растителна храна, гъби, мед и др.

## Размножаване
По отношение на размножаването Поровите притежават две физиологични особености, отличаващи ги от останалите Хищници, макар подобни процеси да се наблюдават и при мечките например.
Бременността при тях продължава твърде дълго за размерите им (понякога близо 1 година), което се дължи на т.нар. забавена имплантация. Прикрепването (имплантирането) на оплодената яйцеклетка към маточната стена се забавя, с което по-нататъшното развитие на зародиша на практика спира за определен период от време. Този латентен период на бременност е различен при различните видове, но се определя също от климатичните промени, тъй като в крайна сметка целта на всичко това е майката да роди във възможно най-благоприятния за отглеждане на малките момент.
Друга особеност, наблюдавана при Поровите, както и при някои други Хищници (като при котките напр.), е т.нар. предизвикана овулация. Овулацията при тях не настъпва в строго определени цикли, но по-скоро в отговор на външни стимули, като намиране на партньор, ухажване или дори полов акт. Това се обяснява със самотния им начин на живот върху обширна територия, където намирането на партньор може да се окаже трудно и да изисква време.

## Класификация
На базата на скорошни генетични изследвания скунксовете и малайските миризливи язовци бяха отделени от сем. Порови в самостоятелно семейство Mephitidae.
Според различните източници сем. Порови се подразделя на не повече от 5 подсемейства (Lutrinae, Melinae, Mellivorinae, Taxideinae, Mustelinae), но последните изследвания предлагат делене само на две подсемейства: видрови (Lutrinae) и Същински порови (Mustelinae).
- Семейство Порови
  - Подсемейство Lutrinae – видрови
    - Род Lutra – видри
      - Lutra lutra – Видра, европейска речна видра
      - Lutra sumatrana – Суматренска видра

    - Род Hydrictis (Lutra)
      - Hydrictis maculicollis – Петнистогърла видра, петниста видра

    - Род Lutrogale (Lutra)
      - Lutrogale perspicillata – Гладкокосместа видра

    - Род Lontra (Lutra) – американски видри
      - Lontra canadensis – Канадска видра, северноамериканска речна видра
      - Lontra provocax – Южна видра, патагонска речна видра
      - Lontra longicaudis – Дългоопашата видра, южноамериканска ~ (вкл. annectens, enudris, incarum, mesopetes и platensis)
      - Lontra felina – Котешка видра

    - Род Pteronura
      - Pteronura brasiliensis – Гигантска видра

    - Род Aonyx (Paraonyx, Amblonyx) – безнокти видри
      - Aonyx capensis – Капска видра, африканска безнокта видра (вкл. congicus, microdon и philippsi)
      - Aonyx cinerea – Сива видра, азиатска късонокта видра

    - Род Enhydra – морски видри
      - Enhydra lutris – Калан, морска видра

  - Подсемейство Mustelinae – Същински порови
    - Род Mustela – Порове
      - Mustela altaica – Солонгой, планинска невестулка
      - Mustela kathiah – Индийски солонгой, жълтокоремна невестулка
      - Mustela nivalis – Обикновена невестулка (вкл. rixosa и minuta)
      - Mustela subpalmata (Mustela nivalis ssp.) – Египетска невестулка
      - Mustela formosana – Тайванска планинска невестулка
      - Mustela (Grammogale) africana – Амазонска невестулка, южноамериканска (тропическа) невестулка
      - Mustela felipei – Колумбийска невестулка, невестулка на дон Фелипе
      - Mustela (Putorius) eversmannii – Степен пор
      - Mustela putorius – Черен пор
        - Mustela putorius furo – Фретка, домашен пор

      - Mustela nigripes – Чернокрак пор
      - Mustela (Lutreola) lutreola – Европейска норка
      - Mustela lutreolina – Индонезийска планинска норка
      - Mustela (Kolonokus) sibirica – Колонок, сибирска норка
      - Mustela itatsi (Mustela sibirica ssp.) – Японски колонок, итатси
      - Mustela erminea – Хермелин
      - Mustela nudipes – Гололапа невестулка
      - Mustela strigidorsa – Ивичеста невестулка
      - Mustela frenata – Дългоопашата невестулка

    - Род Neovison (Mustela, Lutreola)
      - Neovison vison – Американска норка, визон

    - Род Poecilogale
      - Poecilogale albinucha – Африканска ивичеста невестулка

    - Род Ictonyx – зорили, африкански порове
      - Ictonyx striatus – Зорила, африкански (ивичест) пор
      - Ictonyx (Poecilictis) libyca – Северноафрикански ивичест пор, малка зорила

    - Род Vormela
      - Vormela peregusna – Пъстър пор

    - Род Galictis – гризони
      - Galictis vittata – Голям гризон
      - Galictis cuja – Малък гризон

    - Род Lyncodon
      - Lyncodon patagonicus – Патагонска невестулка

    - Род Melogale – Далекоизточни язовци
      - Melogale moschata – Китайски язовец
      - Melogale personata – Бирмански язовец
      - Melogale orientalis – Явански язовец
      - Melogale everetti – Борнейски язовец, язовец на Еверет

    - Род Martes – Златки
      - Martes americana – Американска златка
      - Martes martes – Златка
      - Martes zibellina – Самур, собол
      - Martes melampus – Японски самур
      - Martes foina – Белка
      - Martes flavigula – Харза, жълтогръда златка
      - Martes gwatkinsii – Нилгирийска харза, южноиндийска харза
      - Martes pennanti – Пекан, златка рибар

    - Род Gulo
      - Gulo gulo – Росомаха

    - Род Eira
      - Eira barbara – Тайра

    - Род Arctonyx
      - Arctonyx collaris – Свиневиден язовец, белогръд язовец

    - Род Meles – Същински язовци
      - Meles meles – Язовец, европейски язовец
      - Meles leucurus (Meles meles ssp.) – Азиатски язовец
      - Meles anakuma (Meles meles ssp.) – Японски язовец

    - Род Mellivora
      - Mellivora capensis – Медоед

    - Род Taxidea
      - Taxidea taxus – Американски язовец